# Lê Tuấn Tứ
Lê Tuấn Tứ (sinh ngày 9 tháng 9 năm 1958) là đại biểu Quốc hội Việt Nam khóa 14 nhiệm kì 2016-2021, thuộc đoàn đại biểu quốc hội tỉnh Khánh Hòa, Ủy viên Ủy ban Văn hóa, Giáo dục, Thanh niên, Thiếu niên và Nhi đồng của Quốc hội, Giám đốc Sở Giáo dục và Đào tạo tỉnh Khánh Hòa, Phó Chủ tịch Hội Khoa học tâm lý - Giáo dục Việt Nam, Chủ tịch Hội Khoa học tâm lý - Giáo dục tỉnh Khánh Hòa, Phó Chủ tịch Hội Khuyến học tỉnh Khánh Hòa,, từng là đại biểu Quốc hội Việt Nam khóa 13, thuộc đoàn đại biểu Khánh Hoà.

## Xuất thân
Ông sinh ngày 9 tháng 9 năm 1958 quê quán ở xã Đức Chánh, huyện Mộ Đức, tỉnh Quảng Ngãi. Ông hiện cư trú ở số 1004 đường 2/4, tổ dân phố số 2, phường Vĩnh Phước, thành phố Nha Trang, tỉnh Khánh
Hòa.

## Giáo dục
- Giáo dục phổ thông: 12/12
- Đại học Sư Phạm Nha Trang
- Quản lý giáo dục
- Trình độ chính trị: Lý luận chính trị

## Sự nghiệp
Ông gia nhập Đảng Cộng sản Việt Nam vào ngày 11/7/1991.
Nghề nghiệp, chức vụ (Hiện tại): Giám đốc Sở Giáo dục và Đào tạo tỉnh Khánh Hòa, Phó Chủ tịch Hội Khoa học tâm lý - Giáo dục Việt Nam, Chủ tịch Hội Khoa học tâm lý - Giáo dục tỉnh Khánh Hòa, Phó Chủ tịch Hội Khuyến học tỉnh Khánh Hòa, Ủy viên Ủy ban Văn hóa, Giáo dục, Thanh niên, Thiếu niên và Nhi đồng của Quốc hội
Nơi làm việc: Sở Giáo dục và Đào tạo tỉnh Khánh Hòa
Nơi ứng cử: Khánh Hoà
Đại biểu Quốc hội khoá: XIII,XIV
Đại biểu chuyên trách: Không
Đại biểu Hội đồng Nhân dân: Không